# Étoile Carouge
Der Étoile Carouge FC, im deutschsprachigen Raum allgemein bekannt als Étoile Carouge, ist ein Schweizer Fussballverein aus Carouge in der Nähe von Genf. Étoile Carouge entstand 1904 aus der Fusion der Vereine Étoile Sportive und FC Carouge.
Der Verein spielte insgesamt 12 Saisons in der höchsten Spielklasse der Schweiz, das letzte Mal in der Saison 1997/98. Zur Saison 2011/12 hin gelang der Aufstieg in die Challenge League, dem jedoch der direkte Wiederabstieg in die neu installierte 1. Liga Promotion folgte. In der Saison 2015/16 stieg Étoile Carouge in die 1. Liga ab. Zur Saison 2019/20 ist man wieder aufgestiegen.
Der Klub hat eine Partnerschaft mit dem Servette FC.

## Bekannte Spieler
- Frank Séchehaye, Schweizer Fussballspieler, spielte bei Club Français Paris, Servette FC Genève und Lausanne-Sports.
- Tadjou Salou, ehemaliger Captain der togoischen Fussballnationalmannschaft
- Pierre-Albert Chapuisat, ehemaliger Schweizer Fussballspieler (als Trainer bei Carouge)
- Robert Langers, ehemaliger luxemburgischer Nationalspieler
- Roger Stilz, Schweizer Fussballspieler, spielte u. a. beim FC Baden, SC Kriens, FC Vaduz und 2013/14 Co-Trainer beim Hamburger SV.
- Philippe Vercruysse, ehemaliger französischer Fussballspieler, nahm mit Frankreich an der Fussball-Weltmeisterschaft 1986 teil. Spielte u. a. für RC Lens, Olympique Marseille, FC Metz, FC Sion und Girondins Bordeaux.
- Johan Djourou, Schweizer Fussballspieler, spielte u. a. beim FC Arsenal und beim Hamburger SV.
- Geoffrey Tréand, französischer Fussballspieler, spielte bei Servette FC Genève, FC St. Gallen und Neuchâtel Xamax.
- Claude Ryf, ehemaliger Schweizer Nationalspieler